# Barbora Kohoutková
Barbora Kohoutková (* 29. října 1978 Praha) je česká herečka, tanečnice a primabalerína, která účinkovala na světových scénách.

## Osobní život
Barbora Kohoutková vystudovala konzervatoř. Má od dva roky starší sestru Vendulu, která také studovala na konzervatoři.

## Filmografie

### Televizní seriály
- Cirkus Humberto (1988) – malá Ludmila Karasová
- Když se slunci nedaří 5. díl (1995) – Zuzka Kabátová